# Оборона Баязетской цитадели (8 июня 1877)
Оборона Баязетской цитадели 8 (20) июня 1877 года — произошла в ходе Русско-турецкой войны (1877—1878) во время баязетского сидения Русской армии 6 (18) июня — 28 июня (10) июля.

## Предыстория
18 (30) апреля Эриванский отряд (левое крыло действующего корпуса на Кавказе) под командованием генерал-лейтенанта А. А. Тергукасова, во время своего движения на Эрзурум, без боя занял город в Западной (турецкой) Армении — Баязет. 26 апреля (8) мая Эриванский отряд продолжил своё движение вглубь Турции. В Баязете был оставлен 2-й батальон 74-го пехотного Ставропольского полка (5-я, 6-я, 7-я и 8-я или 2-я стрелковая роты) под командованием подполковника А. В. Ковалевского. Комендантом цитадели был назначен капитан Ф. Э. Штоквич. В дальнейшем, по мере поступления тревожных сведений о намерении турецкого командования отбить Баязет, его гарнизон был пополнен — 2 ротами (7-й и 8-й) 73-го пехотного Крымского полка — под командованием подполковника Г. М. Пацевича, который вместе с тем сменил на своём посту Ковалевского; 2 сотнями (2-й и 5-й) 1-го Уманского казачьего полка — войскового старшины Булавина; сотней (1-й) 2-го Хопёрского казачьего полка — войскового старшины О. Н. Кванина; Елизаветпольским конно-иррегулярным (милиционным) полком — штабс-капитана Визирова и 4-м взводом (2 орудия) 4-й батареи 19-й артиллерийской бригады — подпоручика Н. К. Томашевского. 6 (18) июня Пацевич решил провести усиленную рекогносцировку в сторону Вана почти всеми силами (кроме 7-й роты Ставропольского и 8-й роты Крымского полков), в ходе которой русский отряд столкнулся с многократно превосходящими силами турецкой армии под командованием дивизионного генерала А. Фаик-паши. Рекогносцировочный отряд с тяжёлыми потерями отступил к Баязету и укрылся в цитадели. В тот же день в Баязет прибыл Эриванский конно-иррегулярный (милиционный) полк под командованием полковника Исмаил-хана Нахичеванского, который тут же вынужден был вступить в бой с превосходящими силами противника и в значительной степени способствовал отступлению измотанного русского отряда к Баязету. В ходе боя полк был фактически полностью уничтожен. Многие из милиционеров были перебиты или попали в плен, а другие бежали. Большая часть милиционеров, как Елизаветпольского, так и Эриванского полков, отказавшись войти в цитадель без своих лошадей, отдельными группами разошлись по городу. В дальнейшем многие из них сдались в плен, но по английским источникам, в основном все они были ограблены и вырезаны курдами на пути их препровождения в Константинополь, а другие были жестоко перебиты на глазах у русского гарнизона. Сам Исмаил-хан с остатками своего полка (32 чел.) вынужден был оставить позицию и вместе с другими частями укрылся в цитадели. С этого момента началась 23-дневная осада баязетской цитадели. Первые два дня турецкие силы вели интенсивный обстрел цитадели, а на третий предприняли штурм.

## Оборона цитадели

### Штурм
С раннего утра 8 (20) июня русский гарнизон занял оборонительные позиции на стенах (крышах) и окнах зданий цитадели. 2 русских полевых орудия также находились в выжидательном положении. С первыми проблесками света турецкие силы начали ружейный обстрел цитадели, который постепенно усиливался. Бойцы гарнизона, экономя патроны, производили выстрелы только по находившимся в прямой видимости целям. Турецкая артиллерия в числе — 3 горных 3-фунтовых орудий (предположительно системы Витворта), занимали командные высоты на расстоянии 500—700 метров от цитадели, и к 11 часам утра открыли навесной огонь по позициям русских. От удара турецкой гранаты на крымцев обрушилась верхняя часть стены здания, находившаяся за ними. Гарнизонные орудия, ввиду недосягаемости турецкой артиллерии, не могли отвечать им тем же, и вели огонь по огневым точкам пехоты, периодически заставляя смолкать то одну, то другую позиции противника. К полудню ружейный огонь внезапно прекратился, и огромные массы курдов с неистовыми криками бросились на штурм цитадели.

### Попытка капитуляции
В официальных материалах, впрочем, как и в рапорте коменданта цитадели капитана Штоквича, ничего не сообщается о попытке в тот день капитуляции со стороны гарнизона, однако о данном эпизоде в разных формах упоминают как российские войсковые и частные, так и турецкие и западноевропейские источники.
Оглушительные залпы из многих тысяч ружей со всех сторон и раскаты орудийных выстрелов с глухими ударами артиллерийских гранат о стены и наконец, последовавшая затем атака огромных масс противника произвели ошеломляющий эффект на защитников цитадели, однако они всё-таки продолжали оставаться на своих позициях и вести огонь по штурмующим. В это время под аркой вторых ворот находились Пацевич, Штоквич и другие офицеры гарнизона, которые также были ошеломлены происходящим. Содержание диалога, происходившего на тот момент в их кругу, так и осталось неизвестным, но полковник Гейнс, основываясь на показаниях очевидцев, сообщает, что в результате 10-15 секундного обсуждения, они «постановили какое-то решение», после чего из этого «центра» раздалась команда — «Не стрелять!». Дальнейшие события, происходившие в тот день, указывают на то, что это решение не было принято на том «совещании» единогласно. Так, Исмаил-хан в дальнейшем вспоминал:
Несмотря на тяжелое, удручающее состояние, к чести защитников Баязета я должен сказать, что добрый дух ни на минуту не покидал, в особенности офицеров, которых было до 30 человек в гарнизоне. Уроды, по обыкновению, были, конечно, и в нашей семье, но как редкие исключения... В разговорах со мной подполковник Пацевич и ещё человека два-три неоднократно высказывались в том смысле, что исходом нашего сиденья может быть одна только неминуемая гибель, если мы не сдадимся.— из интервью с Исмаил-ханом Нахчыванским. Алиханов М. 
Сразу после принятия данного решения часть офицеров отправилась разносить приказание, однако большинство из них, прибыв к своим подразделениям, вовсе не спешили приводить приказ в исполнение, хотя многие из последних и находились в некоем замешательстве. Канонир Смольняков в дальнейшем вспоминал, что выходя из мечети, он случайно оказался за спиной Пацевича, который в это время отдал распоряжение оному армянину (переводчику), чтобы тот шёл на переднюю стену и сказал туркам, что «…если они нас выпустят из крепости, мы сдадим им весь город». Последний, прихватив по пути валявшуюся палку и привязав к ней «что-то белое», взбежал на крышу (стену) и принялся кричать «что-то» по-турецки. Лежавшие рядом казаки слышали, как один курд, одетый в красное и с красным знаменем в руках, что-то прокричал в ответ, и переводчик тут же удалился. Кто-то из находившихся в тот момент на том углу крыши перевёл, что «красный курд» сказал: «Сдавайтесь или не сдавайтесь, мы всё равно вас всех перережем!». Вскоре после ухода переводчика на передней стене появился солдат с намотанным на штыке белым платком. Находившийся на том участке обороны войсковой старшина Кванин тут же остановил бойца. В дальнейшем Кванин так описывал данный эпизод:
…Я остановил и спросил его, куда он идёт, и зачем у него эта тряпка на штыке? — солдат ответил: что гарнизону велено приготовиться к сдаче, а белый флаг выставить на правом переднем угле. На вопрос мой: «Кем дан был такой приказ?» — ответил: «Командующим войсками». Не доверяя его словам, я приказал ему удалиться и доложить, что нет крайности, вызывающей сдачу.— из заметок войскового старшины О. Н. Кванина 
По прошествии около 2 минут на стене вновь появился тот же солдат, только уже с госпитальной простынёй на штыке, и передал, что ему «приказано выставить флаг, не слушая никого». Однако солдат опять был согнан со стены, после чего Пацевич лично поднялся на неё и, достав револьвер, принялся сгонять со стены стрелков, крича: «Перестать стрелять… Кто ослушается моих приказаний, именем закона — застрелю».
Появление белого флага над цитаделью сильно прибавило энтузиазма среди курдов, которые уже приблизились вплотную к цитадели. Вся площадка перед воротами и улицы города заполнились курдами. Многие закидывали на стены верёвки с привязанными к ним своего рода абордажными кошками, которые, впрочем, тут же скидывались защитниками цитадели. Находившийся в это время на балконе минарета канонир «ездовой из татар» Тяпаев отчётливо понял крики: «…русские сдаются! …русские наши!» Фаик-паша, увидев белый флаг, тут же приказал прекратить орудийный огонь и выслал к цитадели роту регулярной пехоты (2-го батальона 6-го полка) для организации встречи парламентёра, чтобы обсудить с ним условия капитуляции, и дальнейшего препровождения сдавшегося гарнизона в отведённый для них лагерь. В цитадели, однако, в это время происходило замешательство. Флаг то появлялся, то исчезал из виду. Некое противостояние между офицерами происходило уже в самой цитадели, которое в южной (передней) её части, перетекло в открытое столкновение. По словам Исмаил-хана, который на тот момент находился при тяжелораненом сыне, услышав о белом флаге, выскочил на передний двор с упрёками: «Господа, что вы делаете?! На то ли мы принимали присягу, чтобы малодушной сдачей опозорить себя и русское оружие?! Стыдно!». По словам очевидцев, приказ о капитуляции особо тяжело отзывался на солдатах гарнизона. Офицеры, успокаивая солдат, уверяли их в том, что «сдачи не будет», и «без боя турок не пустим». Жена погибшего во время рекогносцировки 6 (18) июня командира 2-го батальона Ставропольского полка — подполковника Ковалевского — А. Е. Ковалевская умоляла ставропольцев не сдаваться и биться до последнего. По рассказам очевидцев, одни, в случае сдачи, обещали пустить себе пулю в лоб, другие, собравшись в группу, планировали соскочить со стены в сторону нижнего города, и штыками пробиваться к пограничным горам.
Между тем, милиционеры «по чьему-то приказанию» уже начали растаскивать завал от ворот, которые уже трещали под натиском ломившихся в них с внешней стороны курдов. В это время канониры со ставропольцами перекатили 8-е орудие под свод арки во 2-й двор (при этом последние потеряли 3 чел. ранеными). 23-летний командир артиллерийского взвода подпоручик Томашевский, игнорируя приказания Пацевича, распорядился уложить картечь сбоку от орудия, а ствол направить в сторону ворот. Ездовые и канониры обнажили сабли, а ставропольцы, встав рядом, ощетинились штыками, давая таким образом понять, что сдаваться они вовсе не намерены. Пацевич вновь поднялся на переднюю стену и, махая фуражкой, стал кричать: «Тахта (тур. tahta — "совет")!.. Яваш (тур. yavaş — "подождите")!..». После этого огонь со стороны штурмующих затих, но неожиданно раздался выстрел, которым был смертельно ранен Пацевич, причём по свидетельству очевидцев, выстрел был произведён из цитадели. Пуля через спину пробила ему грудь, и через мгновение он получил второе ранение в плечо. Спускаясь с лестницы, Пацевич произнёс: «Я ранен. Теперь делайте как хотите». На предположение, что в Пацевича стрелял кто-то «из своих», указывают и ряд других источников, а многие берут это за факт. Урядник Севастьянов в дальнейшем вспоминал, что к воротам уже приблизился турецкий офицер на белом коне и потребовал открыть ворота, но в это время из цитадели раздался выстрел, которым был убит подполковник. Исмаил-хан передавал: «…своя ли пуля его сразила или неприятельская, — не берусь решить: были голоса за то и за другое, но Пацевич был ранен в спину».

### Отбитие штурма
Сразу после выбывания Пацевича из строя обстановка в гарнизоне кардинальным образом изменилась. По гарнизону тут же прокатилось: «На стену, братцы!.. Бей!.. Бей их!». Защитники бросились на стены и, стоя во весь рост, открыли шквальный огонь по теснившимся вокруг цитадели курдам. Частый огонь также был открыт с купола мечети, балкона минарета, из окон подземной галереи и из всех проёмов, откуда можно было вести огонь. Плотность осаждавших была до такой степени велика, что в первые минуты боя ни одна выпущенная из цитадели пуля, особенно из окон подземной галереи, не пропадала даром, и находила себе по несколько жертв. Турецкие силы, не ожидая подобного поворота дел, в полном беспорядке отхлынули от стен цитадели. Отталкивая друг друга, курды спешили укрыться за близлежащими стенами и зданиями города.
С некоторыми отклонениями от основной версии происходившего данный эпизод описывает Исмаил-хан Нахичеванский, из чего следует полагать, что ситуация в гарнизоне изменилась ещё до ранения Пацевича. По словам Исмаил-хана, когда он выбежал на передний двор с жёсткими упрёками по поводу белого флага и произнёс: «Пока в жилах наших остается хоть капля крови, мы обязаны перед Царем бороться и отстаивать Баязет!.. Кто вздумает поступить иначе, тот — изменник, и того я прикажу расстрелять немедленно! Долой флаг, стреляй, ребята!..», после этого раздалось громкое — «Ура!», слышались восклицания: «Умрем, но не сдадимся!» и со стен загремели выстрелы, которые «отбросили толпы озадаченных турок, уже подступивших было к воротам цитадели с топорами и камнями». Однако по свидетельству других очевидцев, переломный момент произошёл именно после гибели Пацевича.
Севастьянов сообщает, что после выбывания подполковника из строя, Штоквич со стены (вероятно через переводчика) обратился к турецкому офицеру, требовавшему открыть ворота, с вопросом: «А что будет с нами?» — офицер ответил: «Отворяй ворота, тогда увидишь, что будет». На это Штоквич ничего не ответил и, сойдя со стены, обратился к солдатам: «Не робейте братцы, вспомните присягу, Бог поможет нам, не посрамим Русское знамя». После этого по гарнизону прокатилось всеобщее — «Ура!», и под градом пуль турецкие силы отступили со всех направлений.
После отбития штурма под стенами цитадели штурмовавшие оставили лежать до 300 тел убитых, «унеся с собою также немалое число». Потери русского гарнизона на 8 июня известны только из числа раненных, поступивших на лечение в госпиталь — 2 офицера и 26 нижних чинов. Сведения как о числе убитых, так и общих потерь отсутствуют.

## Зарубежные источники
«Я имел уже честь донести Вашему Превосходительству в телеграмме моей от 6 июня, что иррегулярные войска наши собрались около Баязета. Ночью они убили нескольких бежавших казаков и перехватили несколько сот лошадей. Вообразив, что совершили великий подвиг, они окончательно вышли из повиновения. Ввиду этого я вынужден был лично отправиться в Баязет, с 2 батальонами пехоты и 4 горными орудиями, сегодня утром. Артиллерия наша, заняв позицию, начала обстреливать казарму. После часовой бомбардировки неприятель подал знак о сдаче и, отворив ворота, уже готовился выходить из казармы, причём мусульмане находились впереди русских. Вдруг курды, о необузданности и дурном поведении которых я уже говорил в моей телеграмме от того же числа, кинулись на мусульман из засады и всех перекололи, несмотря на то, что те громко заявляли им о своём единоверии. Русские при виде этого, снова завалили выход из казармы, и направили по собравшимся около них курдам сильный огонь.

Тогда я возобновил канонаду, но наша артиллерия оказалась бессильной против казематированных построек, что отлично сознавали и осаждённые, решившиеся на отчаянное сопротивление. Меткий огонь, направленный ими из бойниц, поражал всё окружавшее. Таким образом, было убито даже 40 человек из жителей города. Во избежание напрасных потерь, я приказал отступать…»
— Ахмед Фаик.
На судебном процессе Фаик-паша давал показания, что в то время когда русские выкинули белый флаг и рота низам только начала спускаться к цитадели, ворота вдруг открылись и несколько невооружённых людей появились у выхода. Но в это время курды внезапно напали на них и всех перекололи, после чего осаждённые, придя в ужас, сразу закрыли ворота и открыли сильный огонь. После этого Фаик-паша вынужден был приказать войскам начать отступление к Теперизу.
Военный наблюдатель и специальный корреспондент британской газеты «The Times» капитан Ч. Б. Норман, используя материалы, предоставленные ему английским военным атташе в турецкой армии сэром А. Б. Кэмпбеллом, сообщает, что когда турецкая артиллерия заняла командующие высоты и от цитадели был отведён источник водоснабжения, командир русского гарнизона, по неимению возможности сопротивляться, выкинул белый флаг. Для переговоров об условиях капитуляции из цитадели был выслан офицер, на встречу с которым Фаик-паша выслал офицера соответствующего ранга. Парламентёры встретились в одном из домов, где обсудили условия капитуляции. Фаик-паша выслал к цитадели роту пехоты, и приказал войскам выстроиться по обе стороны от ворот, чтобы русские военнопленные могли беспрепятственно пройти вдоль рядов до отведённого для них лагеря. Далее Норман сообщает:

«…В назначенное время ворота распахнулись, и безоружный гарнизон начал выходить. Около 200 человек или более уже прошли между линиями турецких солдат, как вдруг курды (которых, как я ранее сообщал, у Фаик-паши было 8000) бросились на беззащитных людей и начали дикую резню. Напрасно турецкие солдаты регулярной армии пытались остановить это, напрасно русские офицеры взывали их к чувству чести, указывая на то, что это безоружные военнопленные. Сами демоны, выпущенные из ада, не могли бы произвести большего зверства».
Оригинальный текст (англ.)«…At the appointed time the gates were thrown open, and the garrison, unarmed, filed out. Some 200 or more had already passed between the lines of Turkish soldiery, when suddenly a body of Kurds (of whom in a previous letter I have reported there were 8,000 in Faik's forces) rushed on the defenceless men and commenced a wild massacre. In vain did the Turkish regular soldiery interpose; it was all to no purpose; in vain did the Russian officers appeal to their sense of honour, and cry that they were unarmed prisoners of war; demons let loose from hell could have shown no worse devilry».
— «The massacre at Bayazid» (From the Correspondent of the London Times with the Turkish Army) — The Colonist, October 25, 1877.
Далее отдельная часть курдов хлынула к воротам и в хвост колонны, чтобы отрезать военнопленным пути отхода к замку. Однако русские быстро закрыли ворота и открыли огонь по осаждавшим. Британский полковник Г. М. Хозьер сообщает, что в той «позорной (для турецкой армии) бойне» было перебито 236 военнопленных гарнизона.
По некоторым данным, во время избиения курдами военнопленных, Фаик-паша достал своё оружие и начал стрелять по разъярённой толпе курдов, пытаясь остановить истребление русских военнопленных, однако некоторые турецкие офицеры высокого ранга, опровергали данную версию.
Российские источники ничего не сообщают о массовом истреблении турецкими войсками русских военнопленных регулярных войск (то есть, находившихся в цитадели, военнослужащих пехотных частей и казаков), однако имеются упоминания о жестоком истреблении милиционеров, как тех, кто оказали сопротивление, так и тех, кто добровольно сдались в плен. Норман, давая некоторые подробности по этому случаю, сообщает, что один из курдов начал наносить оскорбления пленным мусульманам. Один из них несколько резко ответил курду, после чего пленный был тут же изрублен. Далее Норман сообщает, что «вид крови безоружных и беззащитных людей было достаточно для этих негодяев, которые тут же напали на своих несчастных заключённых».
Севастьянов вспоминал, что когда турецкий офицер потребовал открыть ворота, «перед нами предстала расправа турок с милицией».
По мнению Нормана, именно «резня» товарищей, произошедшая на глазах у русского гарнизона, стала причиной отказа их от капитуляции и дало повод для дальнейшей стойкой обороны цитадели.

## Последствия
В последующие дни осады баязетской цитадели, вплоть до её освобождения 28 июня (10) июля, турецкие силы больше не предпринимали решительных действий по овладению ею силой. Турецкое командование предпочло держать русский гарнизон в плотной осаде, ведя при этом постоянный ружейный и артиллерийский обстрел и рассчитывая на то, что болезни, голод и жажда сами «сделают своё дело». Однако солдаты и казаки гарнизона систематически производили вылазки к протекавшей в 100 метрах от цитадели речке, причём каждая из вылазок сопровождалась новыми потерями. В дальнейшем гарнизону 8 раз поступало предложение сложить оружие (всего их было 9, первое поступило накануне штурма, то есть — 7 (19) июня), однако все предложения о сдаче были категорически отвергнуты.
Несмотря на то, что ряд западноевропейских государств оказывали политическую поддержку Османской империи в её войне против России, зарубежная пресса, а также и другие литературные источники (в частности английские) осуждали действия турецкой армии под Баязетом и с крайней симпатией относились к осаждённому в баязетской цитадели русскому гарнизону. В частности сообщалось, что «русский гарнизон предпочёл, сохраняя честь, умереть от голода и жажды, чем отдаться в руки орды кровожадных дикарей».